# Джулія Енвін
Джулія Енвін (англ. Julia Angwin) — американська журналістка, співзасновник і головний редактор некомерційного журналу The Markup.

## Біографія
Джулія Енвін навчалась в Чиказькому університеті й здобула ступінь бакалавра з математики та ступінь магістра в Вищій школі бізнесу Колумбійського університету.  
З 2000 по 2013 рік Енвін працювала в нью-йоркському офісі Wall Street Journal . Вона очолювала команду журналістів-розслідувачів, які були висунуті на Пулітцерівську премію у категорії «Пояснювальна звітність» у 2011 році. У 2010 році вона виграла нагороду Джеральда Лоба 2010..  Журналістка  працювала над серією «Що вони знають» над розкриттям проблеми порушення конфіденційності. 
Енвін була репортеркою журналу Wall Street Journal, який базувався в  нью-йоркському бюро з питань бізнесу та технологій з 2000 по 2013 рік. У 2010 році в журналі «Wall Street Journal» Енвін писала про те, як співзасновники Google Сергій Брін, Ларрі Пейдж та Ерік Шмідт не погоджувались щодо розвитку Google Chrome, оскільки Шмідт виступав проти цієї ідеї через потенційні «війни в браузері». Стаття Енвін та Джеффрі А. Фоулера від 23 листопада 2009 р. Під назвою "Вихід з добровольців у віки Вікіпедії" про "безпрецедентне число мільйонів" редакторів Вікіпедії, які вийшли з ладу, була розміщена на першій сторінці журналу "Уолл-стріт" .  Вона поділила нагороду Джеральда Лоба за Інтернет-підприємність 2011 за історію "Що вони знають".   
Після 2013 року розпочала працювати   старшим репортером  ProPublica і залишилася там до квітня 2018 року.  
Робота команди під керівництвом Енвін, яка вивчає вплив алгоритмів на життя людей, була охарактеризована як "найстрашніша сторожова компанія великих технологічних компаній".  Наприклад, Енвін була  автором статті, яка продемонструвала, що машинне навчання дискримінує за кольором шкіри, коли йдеться про оцінку того, хто може стати злочинцем.  Це розслідування визначило рекламу, яка порушує антидискримінаційну політику на платформах, таких як Facebook, наприклад, дозволяючи рекламуватись лише людям певних тонів шкіри. Дослідження спонукали до обговорення того, наскільки такі платформи відповідають за вміст, опублікований на них.   
У квітні 2018 року вона покинула редакцію та заснувала організацію The Markup зі своїм колегою Джеффом Ларсоном.  Вони отримали підтримку від Сью Гарднер, Крейга Ньюмарка, Канадської телерадіомовної корпорації та кількох співробітників ProPublica.  

## Книги
Окрім своїх статей та серії статей у різних газетах та журналах,Джулія Енвін писала науково-популярні книги. 
- Stealing MySpace: The Battle to Control the Most Popular Website in America. Random House 2009. ISBN 978-1400066940
- Dragnet Nation. Times Books 2014. ISBN 978-0805098075